# Santa Maria del Soccorso (Nápoly)
A Santa Maria del Soccorso egy nápolyi templom.

## Története
A mai templom telkén a 19. század elején a canzanói herceg temploma állt, amelyet a Capodimonte-palotához vezető út építésekor bontottak el. A mai épület alapkövét 1871-ben fektette le Sisto Riario Sforza érsek. Építésével Pasquale Angoliát bízták meg. Három évvel később, 1874-ben szentelték fel. 1914-ben plébániatemplom lett.
A templom neoklasszicista stílusban épült meg. Homlokzatát ión lizénák tagolják. A templom belsőjének értékes műkincsei a boltozatot borító, a Szentháromságot ábrázoló frekó, valamint Vincenzo Galloppi apostolokat ábrázoló festményei. A főoltár segítő Szűzanyát ábrázoló képét Giuseppe Mancinelli festette 1874-1875-ben.